# Demolición (álbum)
Demolición es el único álbum en la carrera de Bloke, editado en 1984. Fue grabado entre el 16 de abril y el 14 de mayo de ese mismo año en Estudios Intersound, en la ciudad de Buenos Aires, y publicado por el Sello Umbral Discos(ARG).

## Lista de canciones
Lado A (Lado heavy)
1. Demolición (mental)
2. Antes del fin
3. Paraíso infernal
4. Listo a matar
5. Identidad real

Lado B (Lado metal)
1. La fuerza del metal
2. No esperen por mí
3. Bajo el signo del terror
4. Alma de chacal

Bonus tracks de la reedición en CD de 2002
- Sueño metálico (instrumental grabado en 1982)
- Buitres del mal (grabado en 1983 con la voz de Hugo Brandsburg)
- Demolición (mental) (versión hecha por el grupo Gárgola)
- Paraíso infernal (versión del grupo Montreal)
- Listo a matar (regrabada por Corsario)
- Identidad real (interpretada por Tren Loco)
- No esperen por mí (versión de Renacer)
- Bajo el signo del terror (canción regrabada por Aspeed)